# Lággu
Lággu (eller historiskt Laggo) är en by i Gamviks kommun i Finnmark fylke i norra Norge. Byn ligger längst inne vid Langfjorden och saknar fast förbindelse. Den har båtförbindelse med byarna Nervei, Langfjordnes och Skjånes, samt byn Smalfjord i Tana kommun.